# 秦巩之战
秦巩之战是公元1220年9月，南宋四川安抚使安丙统合四川地区的宋军联合西夏军队向金国西南地区的秦州和巩州发动进攻，形成的宋金百年战争中少有的三国战争。

## 战役背景
1127年金兵攻陷北宋都城汴梁，徽钦二帝被俘，是为靖康之变，北宋灭亡。宋高宗在应天府（今河南商丘）继位，是为南宋。金国继续南下，拿下了宋朝的关陕地区。同时西夏趁着宋朝应对金国的时候夺取了之前北宋宋神宗时期熙河开边所开拓的陇右（今甘肃）地区的领土。
于是宋朝就跟西夏在领土基本上就隔绝了，但南宋并没有完全放弃与西夏联络联合抗击金国的打算。宋高宗继位之初，就遣使与西夏通好，改变了当年宋神宗时期以来对西夏的步步紧逼的敌对态度，但是此时的西夏因为找到了金国当靠山没有将这个当回事。南宋也没有因为西夏的拒绝而丧气，反而不断遣使游说西夏注意金国的狼子野心。从这里开始南宋联合西夏攻打金国的计划由此产生。1141年年底宋金《绍兴和议》签订，宋金两国以秦岭淮河为边境线进行对峙。至此宋朝和西夏在地里条件下的联系完全隔绝，南宋和西夏的交往基本处于中断状态。但是随着宋金关系的不断演化之下，联合西夏对抗金国又成为了南宋的方针。
宋孝宗时期，南宋朝廷听到一个消息，在西域的西辽打算借道西夏攻打金国。西辽是原来契丹贵族耶律大石在辽国灭亡只有率领残部在今天中亚新疆地区建立的国家。锐意恢复的宋孝宗得到这个消息后就打算与西辽联合进攻金国，洗刷靖康之耻。  
但是西辽距离中原太远了，这个消息有很大的不确定性，当时枢密使周必大采取了比较谨慎的态度 ,上奏劝宋孝宗“但当严备, 随机应之 。”就是说让消息再飞一会，也要做好一些应对准备。但是很快，飞来的消息落地了，这个只是传闻而已。但是宋孝宗并不死心，随后要求四川兴州诸军都统制吴挺联络西夏进攻金国的事情，但是西夏不予理会，此事只好作罢。十三世纪之初，蒙古崛起，並对金国不断实行军事打击，金国被迫南迁，领土范围被压缩到了河南之地，宋金西夏的之间的固定关系再一次引起变化。因为蒙古在崛起的初期就开始攻打西夏，西夏向金国求援，金国见死不救，因此西夏改变了过去联金的策略改为依附蒙古攻打金国。
南宋看到金国和西夏互相攻打这种局势，本着敌人的敌人就是朋友的观点，打算又一次实行联夏制金这个计划。尤其当金宣宗决定攻打南宋补偿被蒙古入侵的损失之后，对于联夏制金的这个计划又开始积极运作起来。1206年，蒙古部铁木真统一了蒙古各部，被推举为成吉思汗。不久，成吉思汗开始对西夏发动进攻，西夏向金国求援。金章宗当时为了应付南宋宰相韩侂胄的北伐，坐看西夏被蒙古攻打。1209年，蒙古再度攻打西夏，蒙古军包围西夏首都兴庆府，西夏向金国求援，然而，金国不但没有派兵援救，金朝皇帝完颜永济甚至说道：“敌人相攻，乃我国之福。”
最终西夏战败，向蒙古求和，与金国断绝关系。1211年，蒙古全面攻打金国，而西夏也配合着蒙古攻打金国。不久金国发生政变，完颜永济被杀，金宣宗继位，金宣宗为了躲避蒙古袭击将都城从中都（今北京）南迁汴京（今河南开封）。金国的南迁使得西夏对于金国更加蔑视。1214年7月，西夏赍蜡书二丸到南宋西和州（今甘肃西和县西）岩昌砦，约当时的南宋四川制置使董居谊出兵，夹击金朝，被拒绝。不久西夏皇帝李遵顼向金宣宗求和，希望能联合抗蒙，被金宣宗拒绝。眼看金国软硬不吃，西夏就攻打金国陕西地区，金夏两军多次作战，互有胜负，形成僵局。宋金战争再次爆发后，金宣宗在跟南宋打仗的时候顺便也去教训一下西夏，于是双方积怨更深。
当时蒙古成吉思汗因为使者被花剌子模杀害决定率军西征，暂时放松了对西夏的控制，此时的西夏看到宋金两国再次交兵的情况之后，也本着“敌人的敌人就是朋友”的看法，于是计划与南宋联合一起攻打金国的计划，打击一下金国的嚣张气焰。

## 宋夏合作
安丙是当时的南宋四川宣抚使，四川是南宋三大战区之一。1206年，南宋的宰相韩侂冑为恢复中原，对金国发动了最大规模的北伐，史称“开禧北伐”。在北伐后期，安丙被任命为四川宣抚使，对于金国，安丙一直是以一种强硬的姿态来对待。金国人对安丙恨之入骨，以至于贴出告示，说道：“得丙首者，与绢银二万匹两，即授四川宣抚使”。
韩侂胄被杀，南宋向金国求和，安丙对此十分愤慨，曾作诗讥讽：“自古和戎掌权柄，未闻磕头可安边”。南宋以安丙“妄言轻举”，而将之贬官。
宋金战争再次爆发后，四川战区的战事发展反而使得安丙再次上位。金军进攻四川，不断攻城略地。四川制置使董居谊贪生怕死，不敢出战。南宋以利州路安抚使聂子述替代董居谊。不久，驻扎兴元府（今陕西汉中）的士兵因不堪总领杨九鼎等官员的刻剥虐待，在军士张福等人的率领下，发动兵变，兵变士兵头裹红巾，号“红巾队”。
红巾队攻入利州，聂子述逃遁。兵变士兵杀死杨九鼎，剖开他的肚子，实以金银，愤愤地说:“你平时这样贪婪，这次就让你吃个饱吧”。张福率兵变士兵先后大掠阆州(四川阆中)、果州(在四川南充北)，遂宁府(四川遂宁)和普州(四川安岳)，直逼成都府。
眼看局势糜烂，南宋只好再次任命安丙出任四川宣抚使，安丙上任之后，安排沔州都统张威前往镇压。七月，兵变被平定，南宋重新控制了利州、成都二路的局势。安丙掌握四川大局之后，重新实行之前那个联夏攻金的战略计划。
1214年西夏曾经到了邀约四川制置使董居谊一起夹攻金国，被不懂形势的董居谊拒绝掉。五年之后的南宋嘉定十二年（1219年）春，时任西夏枢密使的甯子宁首次登上历史的舞台，他又再度与当时的四川制置使司提出夹攻金朝的计划。时任四川制置使司聂子述让利西安抚丁焴答复西夏，并“饬将吏严兵以待”。
很显然，这个时候西夏与南宋夹攻金朝的计划已经进行到了相当默契的程度，只要没有意外发生，这窗户纸就捅破了。然而就在此时，恰巧爆发了“红巾之乱”，平叛无方的聂子述遭罢官。至于聂子述之前已经与西夏协调到相当程度的夹击金朝的计划，则也随之中断，史书记载:
“（聂）子述寻罢去，（丁）焴持议不可轻动，师不可出”。
可以看到，聂子述在任四川制置使时，联合攻金之议几乎已经确定，但聂子述因“红巾之乱”而很快罢职，致使联合进攻的计划无法实施。等到安丙再次担任四川宣抚使，且红巾之乱也已平定之后，甯子宁遣使至四川复申前说，且责备南宋的“失期”：两以书来许合兵攻金，而师不出。
安丙于是命利州副都统制程信回复甯子宁，表明：愿意延续聂子述与西夏协定的夹击之约。然而，由于宋军与金国在四川地区几次军事较量中没能占到太多便宜的，使得安丙在决策夹击金国秦巩时显得比较持重，所以他至此仍然不敢深然之，只是“姑遣师应之”，就是说做好必要的战略准备，不要轻易出兵。
从南宋嘉定十二年（1219年）二月到嘉定十三年（1220年）正月，西夏神宗李遵顼两次派枢密招讨使甯子宁到四川，约请南宋方面出兵夹攻金国。其实这个时候西夏和金国在边境上的战争还在继续。西夏先后出兵攻破金国的西南地区的通秦砦、通秦堡及威戎砦、镇戎军、新泉城等堡寨要塞。金国也不甘示弱地报复，而攻打西夏的隆州、破宥州、围攻神堆府（今陕西靖边县）。
西夏与金国双方你来我往，互有胜负。其实平定红巾之乱之后，安丙也不断为联合西夏进攻金国作准备，将侄子安蕃任命为随军转运，以准备、调集战备的物资、钱财等各方面安排。1220年8月，西夏再一次派遣甯子宁与安丙相会，相约联合攻打金国的事情。眼看局势瞬息万变，安丙也不待南宋朝廷批准，命令将领出击。

## 秦巩之战
1220年9月，四川宣抚司命诸将分道进兵，当时进军路线是:沔州都统张威出天水，利州副都统程信出长道，兴元副都统田胄出子午谷，金州副都统陈立出大散关，兴元统制国都统陈显出上津。多路进军，联合西夏对金国的秦州巩州地区发动进攻，最后在秦州城下汇合。
至此南宋和西夏联合进攻金国秦巩之战正式爆发。但是这场战争却打得很不顺利，张威竟然下令驻兵不前，使得南宋军队无法全部按时到达目的地。西夏由枢密使甯子宁带兵二十余万，在巩州城下汇合，约定夏军野战，宋军攻城。但是金国巩州守将为行元帅府事赤盏合喜，这人英勇善战，是金国驻守川陕地区的一员名将。宋夏攻打巩州失败，只好双方退兵。不久，宋朝邀约西夏一起进攻秦州，西夏不允，双方合战结束。

## 战后总结
秦巩之战是蒙古崛起后宋金夏三角关系之间演变的一个产物；也是南宋自靖康之变后联夏攻金的计划的实现；同时也是金国金宣宗在蒙古西征时期处理周边关系的失败的必然。南宋和西夏联合攻打金国的秦巩之战最后失败了。西夏这边，它联合南宋进攻金国秦州巩州之地，主要是为了进攻巩州，联合宋军主要减轻自己的进攻压力，同时也有报复金国之前见死不救的心理。而西夏对攻打秦州没有太大兴趣，而西夏军在攻打巩州失败后就烧毁了攻城的器具退兵。
在南宋这边是宋军内部不和，矛盾重重，沔州都统张威竟然下令驻兵不前，使得南宋军队无法完成战略部署。其实张威在这次战役中并不是联夏政策的积极支持者，他认为西夏人反复无常，所以不支持联合行动，行动刚开始他就持兵不进。
战役结束后，南宋朝廷怒其不进兵，罢其军职。从安丙的战略部署看，张威的沔州都统军和程信的利州都统军为战役主力，应当共同在巩州和西夏会合。而张威按兵不动，破坏战略部署，对巩州之役的失败要负责。
程信因为王仕信作战不力将其斩于西和州。在这次战役行动中，安蕃、程信都是安丙联夏攻金战略的积极执行者，程信的军队在争斗中最积极，打到巩州城下，与西夏军队实现会合。从巩州败退下来后程信还在联络西夏再次共同夹击金国秦州，西夏不去之后自己带兵继续打，无奈兵败。
秦巩之战是南宋自“开禧北伐”之后对金国发动的又一次主动进攻，而四川宣抚使安丙对这一次军事行动目的也是正确的。这次联合进攻主要是收复陇右十二州（陕西甘肃地区），这是北宋宋神宗时期王韶拓边西北之地，不仅能威胁金国同时可以牵制西夏。这次联夏攻金若能成功，小则可实现收复陇右十二州的夙愿，大则可图关陕地区。
同时，主动出击还能减轻金军对两淮、京湖战场的高压态势，达到牵制金军的目的。因而，宋攻巩州不下，马上移师攻打秦州。虽然最后因为种种原因没有收复秦州和巩州这个既定目标，但也在一定程度上牵制了两淮和荆湖地区金军的势力，给与两淮和京湖抗金战争有力的支持。
南宋与西夏联合攻打金国是在宋金战争史上仅有的两次联兵对金作战之一（另一次是1234年南宋联合蒙古灭亡金国的蔡州之战），对于金国来说，南宋的这次主动出击出人意料，在东线中线陷入战争泥沼的大环境中安丙布置宋军出征攻打金秦巩之地，使得金军始终无法全力攻打南宋淮南之地，使得金宣宗北丢南补的计划彻底破产。